# De HA! van Humo
De HA! van Humo is een jaarlijkse televisieprijs waarmee de redactie van het weekblad Humo sinds 1980 het beste Belgische programma of een opvallende televisiemaker bekroont. Aan de prijs zijn een gesculpteerde letter H en een geldbedrag van 5.000 euro verbonden.

## Erelijst

### 1980-2011
- 1980: Hitring (een rubriek over popmuziek gepresenteerd door Kurt Van Eeghem)
- 1981: Celluloid Rock (een tv-reeks over rockfilms van Roel Van Bambost)
- 1982: De Nieuwe Orde (een reeks door Maurice De Wilde over de collaboratie tijdens de Tweede Wereldoorlog)
- 1983: Elektron (een rubriek over popmuziek binnen het programma "PVBA Elektron", gepresenteerd door Bart Peeters)
- 1984: Fred Brouwers
- 1985: Soldaten in de Grote Oorlog (documentairereeks over de Eerste Wereldoorlog)
- 1986: Argus (een talkshow, gepresenteerd door Jan Van Rompaey)
- 1987: Bavo Claes
- 1988: De tijd der vergelding (een reeks door Maurice De Wilde rond de collaboratie tijdens de Tweede Wereldoorlog)
- 1989: Het Leugenpaleis
- 1990: Mark Uytterhoeven
- 1991: Het Huis Van Wantrouwen
- 1992: NV De Wereld (actualiteitenmagazine en documentairereeks)
- 1993: Moeder, waarom leven wij?
- 1994: Terzake
- 1995: Rock Rapport (programma over rockmuziek)
- 1996: Buiten de zone
- 1997: Terug naar Oosterdonk en Schalkse Ruiters
- 1998: Het leven zoals het is: camping
- 1999: Alles kan beter
- 2000: In de gloria
- 2001: Phara de Aguirre
- 2002: Het Peulengaleis
- 2003: Zalm voor Corleone
- 2004: Het Geslacht De Pauw
- 2005: Het eiland
- 2006: Terug naar Siberië (een reisprogramma gepresenteerd door Martin Heylen)
- 2007: Man bijt hond
- 2008: Matroesjka's
- 2009: Van vlees en bloed
- 2010: De school van Lukaku
- 2011: Basta

### 2013 - 2019
Na een jaartje afwezigheid werd er vanaf 2013 opnieuw een uitreiking gehouden. Sindsdien wordt er gewerkt met nominaties.
| Jaar | Winnaar(s)                                     | Andere genomineerden                 | Bron          |
| ---- | ---------------------------------------------- | ------------------------------------ | ------------- |
| 2013 | Safety First (VTM)                             | Belpop (Canvas)                      | [ 1 ] [ 2 ]   |
| 2013 | Safety First (VTM)                             | De Ideale Wereld (VIER)              | [ 1 ] [ 2 ]   |
| 2013 | Safety First (VTM)                             | De Rechtbank (VIER)                  | [ 1 ] [ 2 ]   |
| 2013 | Safety First (VTM)                             | Eigen kweek (Eén)                    | [ 1 ] [ 2 ]   |
| 2013 | Safety First (VTM)                             | Met man en macht (VIER)              | [ 1 ] [ 2 ]   |
| 2013 | Safety First (VTM)                             | Reizen Waes (Eén)                    | [ 1 ] [ 2 ]   |
| 2013 | Safety First (VTM)                             | Superstaar (2BE)                     | [ 1 ] [ 2 ]   |
| 2013 | Safety First (VTM)                             | Ten oorlog (Eén)                     | [ 1 ] [ 2 ]   |
| 2013 | Safety First (VTM)                             | Wat als? (2BE)                       | [ 1 ] [ 2 ]   |
| 2014 | 2013 (VIER) en De Ideale Wereld (VIER)         | Alleen Elvis blijft bestaan (Canvas) | [ 3 ] [ 4 ]   |
| 2014 | 2013 (VIER) en De Ideale Wereld (VIER)         | Amateurs (VTM)                       | [ 3 ] [ 4 ]   |
| 2014 | 2013 (VIER) en De Ideale Wereld (VIER)         | Cordon (VTM)                         | [ 3 ] [ 4 ]   |
| 2014 | 2013 (VIER) en De Ideale Wereld (VIER)         | De Recherche (VIER)                  | [ 3 ] [ 4 ]   |
| 2014 | 2013 (VIER) en De Ideale Wereld (VIER)         | Flying Doctors (Eén)                 | [ 3 ] [ 4 ]   |
| 2014 | 2013 (VIER) en De Ideale Wereld (VIER)         | Goed Volk (Eén)                      | [ 3 ] [ 4 ]   |
| 2014 | 2013 (VIER) en De Ideale Wereld (VIER)         | Marsman (Eén)                        | [ 3 ] [ 4 ]   |
| 2014 | 2013 (VIER) en De Ideale Wereld (VIER)         | Topdokters (VIER)                    | [ 3 ] [ 4 ]   |
| 2015 | Bevergem (Canvas)                              | Alleen Elvis blijft bestaan (Canvas) | [ 5 ] [ 6 ]   |
| 2015 | Bevergem (Canvas)                              | De Rechtbank (VIER)                  | [ 5 ] [ 6 ]   |
| 2015 | Bevergem (Canvas)                              | Kroost (VIER)                        | [ 5 ] [ 6 ]   |
| 2015 | Bevergem (Canvas)                              | Radio Gaga (Canvas)                  | [ 5 ] [ 6 ]   |
| 2015 | Bevergem (Canvas)                              | Spul (Canvas)                        | [ 5 ] [ 6 ]   |
| 2015 | Bevergem (Canvas)                              | Ten oorlog (Eén)                     | [ 5 ] [ 6 ]   |
| 2015 | Bevergem (Canvas)                              | Winteruur (Canvas)                   | [ 5 ] [ 6 ]   |
| 2016 | Callboys (VIER) en Een kwestie van geluk (Eén) | België scherpgesteld (Canvas)        | [ 7 ] [ 8 ]   |
| 2016 | Callboys (VIER) en Een kwestie van geluk (Eén) | Clinch (Canvas)                      | [ 7 ] [ 8 ]   |
| 2016 | Callboys (VIER) en Een kwestie van geluk (Eén) | De noodcentrale (Eén)                | [ 7 ] [ 8 ]   |
| 2016 | Callboys (VIER) en Een kwestie van geluk (Eén) | Het goeie leven (Eén)                | [ 7 ] [ 8 ]   |
| 2016 | Callboys (VIER) en Een kwestie van geluk (Eén) | Sorry voor alles (Eén)               | [ 7 ] [ 8 ]   |
| 2016 | Callboys (VIER) en Een kwestie van geluk (Eén) | Wat als? (VTM)                       | [ 7 ] [ 8 ]   |
| 2016 | Callboys (VIER) en Een kwestie van geluk (Eén) | Winteruur (Canvas)                   | [ 7 ] [ 8 ]   |
| 2016 | Callboys (VIER) en Een kwestie van geluk (Eén) | 4 x 7 (Canvas)                       | [ 7 ] [ 8 ]   |
| 2017 | Goed Volk (Eén)                                | Allah in Europa (Canvas)             | [ 9 ]         |
| 2017 | Goed Volk (Eén)                                | Beau Séjour (Eén)                    | [ 9 ]         |
| 2017 | Goed Volk (Eén)                                | Canvas (het hele net)                | [ 9 ]         |
| 2017 | Goed Volk (Eén)                                | Dwars door Amerika (Eén)             | [ 9 ]         |
| 2017 | Goed Volk (Eén)                                | Generatie B (Canvas)                 | [ 9 ]         |
| 2017 | Goed Volk (Eén)                                | Hoe zal ik zeggen? (VTM)             | [ 9 ]         |
| 2017 | Goed Volk (Eén)                                | Hotel Römantiek (VIER)               | [ 9 ]         |
| 2017 | Goed Volk (Eén)                                | Radio Gaga (Canvas)                  | [ 9 ]         |
| 2017 | Goed Volk (Eén)                                | Tabula Rasa (Eén)                    | [ 9 ]         |
| 2017 | Goed Volk (Eén)                                | Winteruur (Canvas)                   | [ 9 ]         |
| 2018 | Taboe (Eén)                                    | De Dag (Play More / VIER)            | [ 10 ] [ 11 ] |
| 2018 | Taboe (Eén)                                    | Down the Road (Eén)                  | [ 10 ] [ 11 ] |
| 2018 | Taboe (Eén)                                    | De infiltrant (VTM)                  | [ 10 ] [ 11 ] |
| 2018 | Taboe (Eén)                                    | De klas (Eén)                        | [ 10 ] [ 11 ] |
| 2018 | Taboe (Eén)                                    | Last days (Eén)                      | [ 10 ] [ 11 ] |
| 2018 | Taboe (Eén)                                    | Team Scheire (Canvas)                | [ 10 ] [ 11 ] |
| 2018 | Taboe (Eén)                                    | Voor de mannen (Canvas)              | [ 10 ] [ 11 ] |
| 2018 | Taboe (Eén)                                    | Winteruur (Canvas)                   | [ 10 ] [ 11 ] |
| 2018 | Taboe (Eén)                                    | Zelfde deur, 20 jaar later (Eén)     | [ 10 ] [ 11 ] |
| 2019 | Terug naar Rwanda (Canvas)                     | Callboys 2.0 (VIER)                  | [ 12 ] [ 13 ] |
| 2019 | Terug naar Rwanda (Canvas)                     | De twaalf (Eén)                      | [ 12 ] [ 13 ] |
| 2019 | Terug naar Rwanda (Canvas)                     | Fiskepark (Canvas)                   | [ 12 ] [ 13 ] |
| 2019 | Terug naar Rwanda (Canvas)                     | Geub (Play / Eén)                    | [ 12 ] [ 13 ] |
| 2019 | Terug naar Rwanda (Canvas)                     | Kinderen van het verzet (Canvas)     | [ 12 ] [ 13 ] |
| 2019 | Terug naar Rwanda (Canvas)                     | Komen te gaan (Eén)                  | [ 12 ] [ 13 ] |
| 2019 | Terug naar Rwanda (Canvas)                     | Studio Tarara (VTM)                  | [ 12 ] [ 13 ] |
| 2019 | Terug naar Rwanda (Canvas)                     | Therapie (Canvas)                    | [ 12 ] [ 13 ] |
| 2019 | Terug naar Rwanda (Canvas)                     | Winteruur (Canvas)                   | [ 12 ] [ 13 ] |

### 2020 - heden
| Jaar | Winnaar(s)                                     | Andere genomineerden                    | Bron          |
| ---- | ---------------------------------------------- | --------------------------------------- | ------------- |
| 2020 | De Container Cup (VIER)                        | Albatros (Streamz / Canvas)             | [ 14 ] [ 15 ] |
| 2020 | De Container Cup (VIER)                        | De Afspraak (Canvas)                    | [ 14 ] [ 15 ] |
| 2020 | De Container Cup (VIER)                        | De Onfatsoenlijken (Canvas)             | [ 14 ] [ 15 ] |
| 2020 | De Container Cup (VIER)                        | Durf te vragen (Eén)                    | [ 14 ] [ 15 ] |
| 2020 | De Container Cup (VIER)                        | Filip van België (Canvas)               | [ 14 ] [ 15 ] |
| 2020 | De Container Cup (VIER)                        | Gentbrugge (Canvas)                     | [ 14 ] [ 15 ] |
| 2020 | De Container Cup (VIER)                        | Kinderen van de Holocaust (Canvas)      | [ 14 ] [ 15 ] |
| 2020 | De Container Cup (VIER)                        | Ooit Vrij (VIER)                        | [ 14 ] [ 15 ] |
| 2020 | De Container Cup (VIER)                        | Undercover, seizoen 2 (Eén)             | [ 14 ] [ 15 ] |
| 2021 | Het Scheldepeloton (Canvas)                    | Durf te vragen, seizoen 3 (Eén)         | [ 16 ] [ 17 ] |
| 2021 | Het Scheldepeloton (Canvas)                    | F*** you Very, Very Much (Streamz)      | [ 16 ] [ 17 ] |
| 2021 | Het Scheldepeloton (Canvas)                    | De Kemping, seizoen 1 (Eén)             | [ 16 ] [ 17 ] |
| 2021 | Het Scheldepeloton (Canvas)                    | Het leven in kleur (Canvas)             | [ 16 ] [ 17 ] |
| 2021 | Het Scheldepeloton (Canvas)                    | Hi, my Name is Jonny Polonsky (Canvas)  | [ 16 ] [ 17 ] |
| 2021 | Het Scheldepeloton (Canvas)                    | Kinderen van de migratie (Canvas)       | [ 16 ] [ 17 ] |
| 2021 | Het Scheldepeloton (Canvas)                    | Over de oceaan, seizoen 1 (VIER, Play4) | [ 16 ] [ 17 ] |
| 2021 | Het Scheldepeloton (Canvas)                    | Pano (Eén)                              | [ 16 ] [ 17 ] |
| 2021 | Het Scheldepeloton (Canvas)                    | Winteruur, seizoen 7 (Canvas)           | [ 16 ] [ 17 ] |
| 2022 | Het proces dat niemand wou (Streamz)           | Chantal (Eén)                           | [ 18 ]        |
| 2022 | Het proces dat niemand wou (Streamz)           | De jaren 80 voor tieners (Eén)          | [ 18 ]        |
| 2022 | Het proces dat niemand wou (Streamz)           | Een nacht in het museum (Canvas)        | [ 18 ]        |
| 2022 | Het proces dat niemand wou (Streamz)           | Viva la Feta (Play4)                    | [ 18 ]        |
| 2022 | Het proces dat niemand wou (Streamz)           | Uncle Martin (Eén)                      | [ 18 ]        |
| 2022 | Het proces dat niemand wou (Streamz)           | Niets gaat over (Eén)                   | [ 18 ]        |
| 2022 | Het proces dat niemand wou (Streamz)           | Roomies (Eén)                           | [ 18 ]        |
| 2022 | Het proces dat niemand wou (Streamz)           | Metissen van België (Canvas)            | [ 18 ]        |
| 2022 | Het proces dat niemand wou (Streamz)           | Nonkels (Streamz/Play4)                 | [ 18 ]        |
| 2023 | Boris (Streamz/Play4) Godvergeten (VRT Canvas) | 1985 (VRT 1)                            | [ 19 ] [ 20 ] |
| 2023 | Boris (Streamz/Play4) Godvergeten (VRT Canvas) | Amai zeg wauw! (VRT 1)                  | [ 19 ] [ 20 ] |
| 2023 | Boris (Streamz/Play4) Godvergeten (VRT Canvas) | Dagen zonder broer (VRT 1)              | [ 19 ] [ 20 ] |
| 2023 | Boris (Streamz/Play4) Godvergeten (VRT Canvas) | De Jaren 90 voor Tieners (VRT 1)        | [ 19 ] [ 20 ] |
| 2023 | Boris (Streamz/Play4) Godvergeten (VRT Canvas) | Knokke Off (VRT MAX/ VRT 1)             | [ 19 ] [ 20 ] |
| 2023 | Boris (Streamz/Play4) Godvergeten (VRT Canvas) | Liefdestips aan mezelf (GoPlay/Play4)   | [ 19 ] [ 20 ] |
| 2023 | Boris (Streamz/Play4) Godvergeten (VRT Canvas) | Over de oceaan - Seizoen 2 (Play4)      | [ 19 ] [ 20 ] |
| 2023 | Boris (Streamz/Play4) Godvergeten (VRT Canvas) | Shalom allemaal! (Play4)                | [ 19 ] [ 20 ] |